# Семенко Ірина Михайлівна
Ірина Михайлівна Семенко (рос. Семенко, Ирина Михайловна; 1921 — 1987) — літературознавиця і педагогиня. Дочка українського поета-футуриста Михайля Семенка, дружина літературознавця Єлеазара Мелетинського. Довірена особа поетеси Анни Ахматової.

## Біографія
Семенко Ірина Михайлівна народилася 27 липня 1921 року в селі Гельмязів у відомого поета-футуриста Михайля (Михайла Васильовича) Семенка. Закінчила Ленінградський університет (1944), де її вчителями були, зокрема, Б.В. Томашевський, Б.М. Ейхенбаум і Г.А. Гуковський. У 1947, після закінчення аспірантури (дисертація на тему «Автор в „Євгенії Онєгіні“»), була направлена в Карело-Фінський університет, проте вакантна посада була вже заміщена.
31 липня 1947 зарахована старшим бібліотекарем до ІІ філії ДПБ з відрядженням для тимчасової роботи у Відділі рукописів. Займалася розбиранням і описом рукописних матеріалів російських письменників XIX ст., в тому числі архіву В. Ф. Одоєвського. Готувала до друку статті про роман «Євгеній Онєгін» та М.А. Львові. Була введена до складу комісії з організації 150-річного ювілею з дня народження А.С. Пушкіна (1949), розробила план виставки «О.С. Пушкін в Радянському Союзі», спільно з іншими співробітниками склала серію присвячених ювілею випусків. Брала участь в "календарі пам'ятних дат", випусках до 115-річчя від дня народження М.А. Добролюбова (1951).
У 1950-х познайомилася з А. А. Ахматовою, незабаром стала однією з її довірених осіб: слухала її «потаємні» вірші, передруковувала «Поему без героя», «Реквієм», «Листи з щоденника», зібрала Ахматовський архів, пізніше перейшов до Е. Мелетінскому і Е. Кумпан. Заслужила високу оцінку Ахматової як пушкініст.
Після відходу з ДПБ (1949) працювала викладачем російської мови та літератури в ЛГБІ. У 1958 вийшла заміж за Є. Мелетинського і переїхала до Москви.

## Наукова діяльність
Дослідник російської поезії початку XIX століття, підготувала і відкоментувала ряд видань В. А. Жуковського і К. М. Батюшкова, склала кілька збірок, в тому числі «Поети-декабристи» (1960). Автор книги нарисів «Поети пушкінської пори» (1970), що включає розділи про Жуковському, Батюшкова, Д.В. Давидові, П.А. Вяземськом, В.К. Кюхельбекере, М.М. Язикова і Є.А. Баратинськом, і книги «Життя і поезія Жуковського» (1975). Підготувала до видання книгу К.М. Батюшкова «Досліди у віршах і прозі» для серії «Літературні пам'ятники» (1977).
З 1960 року на прохання М.Я. Мандельштам розбирала архів О.Е. Мандельштама, працювала над текстологією ряду його творів. З 1968 року публікувала в російських і зарубіжних виданнях статті з текстологічної реконструкції та історії мандельштамівських текстів. Результатом багаторічних праць Семенко стала монографія «Поетика пізнього Мандельштама: від чорнових редакцій — до остаточного тексту» (Рим, 1986); друге видання (М., 1997) вийшло посмертно із супровідною статтею Л.Я. Гінзбург. Дмитро Сегал так характеризував Надежду Мандельштам та Ірину Семенко: «обидві вони присвятили всі ті роки, що я знав їх, одній меті — збереженню мандельштамівської спадщини, роботі над ним, тлумаченню його, увічненню пам'яті про поета, збереженню і прочитанню його рукописів. Обидві вони були прекрасними філологами. Все, що ми робимо, ґрунтується на цьому фундаменті».
Займалася перекладом на російську мову віршів свого батька і підготовкою їх до видання.
Померла в 1987 році. Похована на Хованському кладовищі.